# Единая платформа
«Единая платформа» (исп. Plataforma Unitaria) — венесуэльский оппозиционный политический альянс, состоящий из групп гражданского общества, профсоюзов, отставных военнослужащих, политических партий и депутатов Национальной ассамблеи 2016–2021 годов. Альянс является продолжателем «Круглого стола демократического единства», прекратившего своё существование до 2021 года.

## История
21 апреля 2021 года Хуан Гуайдо представил документ о новом оппозиционном альянсе под названием «Единая платформа», который объединит группы гражданского общества, профсоюзы, отставных военнослужащих, политические партии и депутатов Национальной ассамблеи, работавших в период 2016–2021 годов. В конце июня 2021 года Национальный избирательный совет реабилитировал «Круглый стол демократического единства» (КСДЕ) в качестве национальной политической партии для участия в региональных выборах 2021 года. 31 августа 2021 года КСДЕ воссоединился с избирательным ландшафтом Венесуэлы при поддержке «Единой платформы».

## Состав

### Политические партии
| Партия | Партия | Партия | Аббр.                      | Идеология | Позиция                  | Лидер                               | Мест в Национальной ассамблее |
| ------ | ------ | --- | -------------------------- | --- | ------------------------ | ----------------------------------- | ----------------------------- |
|        |        | Демократическое действие исп. Acción Democrática                                                                        | ДД, AD                     | Социал-демократия Национализм                                                                                          | Левоцентризм             | Энри Рамос Аллуп                    | 0 из 277                      |
|        |        | Комитет независимой избирательной политической организации исп. Comité de Organización Política Electoral Independiente | КОПЕЙ, COPEI               | Христианская демократия Социальное учение Католической церкви Христианский гуманизм Социал-консерватизм Субсидиарность | Центризм – Правоцентризм | Роберто Энрикес                     | 0 из 277                      |
|        |        | Новое время исп. Un Nuevo Tiempo                                                                                        | НВ, UNT                    | Социал-демократия Реформизм Прогрессивизм                                                                              | Левоцентризм             | Мануэль Росалес                     | 0 из 277                      |
|        |        | Народная воля исп. Voluntad Popular                                                                                     | НВ, VP                     | Зонтичная партия Социал-демократия Прогрессивизм Рыночный либерализм                                                   | Центризм                 | Леопольдо Лопес                     | 0 из 277                      |
|        |        | За справедливость исп. Primero Justicia                                                                                 | ЗС, PJ                     | Зонтичная партия Гуманизм Консерватизм                                                                                 | Левоцентризм             | Томас Гуанипа                       | 0 из 277                      |
|        |        | Движение за Венесуэлу Movimiento por Venezuela                                                                          | ДЗВ, MPV                   | Социал-демократия Демократический социализм Прогрессивизм Латиноамериканская интеграция                                | Левоцентризм             | Саймон Кальсадилья                  | 0 из 277                      |
|        |        | Конвергенция исп. Convergencia Nacional                                                                                 | Конвергенция, Convergencia | Социал-консерватизм Христианская демократия Социально-ориентированная рыночная экономика Христианский гуманизм         | Правоцентризм            | Хуан Хосе Кальдера                  | 0 из 277                      |
|        |        | Гражданское собрание Encuentro Ciudadano                                                                                | ГС, EC                     | Социал-либерализм | Правоцентризм            | Дельса Солорцано                    | 0 из 277                      |
|        |        | Радикальное дело исп. La Causa Radical                                                                                  | РД, La Causa Я             | Радикальная демократия Демократический социализм Рабочее движение Радикализм                                           | Левоцентризм             | Андрес Веласкес                     | 0 из 277                      |
|        |        | Проект Венесуэла исп. Proyecto Venezuela                                                                                | ПВ, PRVZL                  | Христианская демократия Либерал-консерватизм Социал-консерватизм                                                       | Правоцентризм            | Энрике Салас Рёмер Энрике Салас Фео | 0 из 277                      |